# 湯瑪斯·哈里斯
湯瑪斯·哈里斯（英語：Thomas Harris，1940年—），美國犯罪小說作家，最有名的作品包括《沉默的羔羊》以及續集《人魔》一連串的系列著作。《人魔》一系列敘述包括連環殺人犯漢尼拔·萊克特醫師以及FBI女性幹員克萊絲·史達林的故事，哈里斯的一系列作品也全數搬到了好萊塢大銀幕，漢尼拔·萊克特醫師由英籍演員安東尼·霍普金斯飾演，他也藉由《沉默的羔羊》一片獲得奧斯卡最佳男主角獎。

## 生平
哈里斯出生於田納西州杰克逊，童年時隨著家庭搬至密西西比州。哈里斯於德州韋科貝勒大學就讀，主修英語並且於1964年畢業。畢業後開始在《韋科論壇先驅報》擔任政法記者，1968年搬到紐約並且為美國聯合通訊社工作。
1972年慕尼黑奧運的以色列選手慘案，造就了哈里斯創作的靈感，他於1975年發行暢銷出道作《黑色星期天》，內容敘述一班恐怖份子企圖在超級盃比賽中，利用安置在飛船上的炸彈炸毀全場的觀眾，影片曾改編成電影，由羅伯特·蕭和布魯斯·鄧主演。
1981年，哈里斯的第二本書《紅色龍》問世，開啟了哈里斯筆下最有名人物－漢尼拔·萊克特醫師，高智慧的精神病醫師，卻也是食人成性的精神病患。《紅色龍》曾改編为電影兩次，第一次為1986年的《1987大懸案》，第二次为2002年的《紅龍》。
1988年，哈里斯的第三本書《沉默的羔羊》問世，三年後改編成電影上映，囊括了五項奧斯卡大獎，包括最佳影片、最佳導演 (強納森·戴米)、最佳男主角 (安東尼·霍普金斯)、最佳女主角 (茱蒂·福斯特)以及最佳改編劇本 (泰德·泰利)，全球票房賺進2億7270萬美元。哈里斯雖然很少在媒體上曝光，他也婉拒了參與電影劇本的改編工作，不過他還是送給了劇組人員多箱酒表示謝意。
1999年，《人魔》三部曲中的《人魔》問世，並在兩年後改編電影。食人魔醫師漢尼拔繼續由安東尼·霍普金斯飾演，但是FBI女性幹員克萊絲則由茱莉安·摩爾飾演 (茱蒂·福斯特婉拒演出)，由雷利·史考特執導，全球票房賺進3億5170萬美元，足足比前集多了7900萬美元，也讓《人魔》爭議性的結局因為電影而有轉圜的機會。
2004年，Bantam出版商與哈里斯簽下合約，哈里斯將會寫下兩本書，第一本的問世，敘述人魔醫師漢尼拔早年於8歲到18歲的生活經歷，他的家人在二戰時期死去，書中描述著漢尼拔對於當時與他僥倖存活妹妹梅思嘉的回憶。書籍改編的電影版在2006年12月5日於北美上映，目前並沒有任何關於下一步人魔系列的書籍消息。

## 作品
- 《黑色星期天（英语：Black Sunday (novel)）》（Black Sunday，1975年）
- 《紅龍》（Red Dragon，1981年）
- 《沉默的羔羊》（The Silence of the Lambs，1988年）
- 《人魔》（Hannibal，1999年）
- （Hannibal Rising，2006年）

## 外部連結
- （英文） Thomas Harris在互联网电影资料库（IMDb）上的資料（英文）
- （英文） Official Site （页面存档备份，存于）